# Delegalizacja
Delegalizacja – wyjęcie spod prawa, zakazanie działalności.
- delegalizacja posługiwania się jakimś przedmiotem (pot.) – penalizacja
- delegalizacja partii politycznej, związku zawodowego, stowarzyszenia, związku wyznaniowego itp.

## Niektóre historyczne delegalizacje
- prohibicja (np. prohibicja w Stanach Zjednoczonych);
- delegalizacja Komunistycznej Partii Polski, (1919), wraz z wprowadzeniem Ustawy o stowarzyszeniach
- delegalizacja w Polsce Obozu Wielkiej Polski (1933) oraz Obozu Narodowo-Radykalnego (1934)
- delegalizacja w Niemczech wszystkich partii politycznych z wyjątkiem NSDAP w lipcu 1933 r.
- delegalizacja Francuskiej Partii Komunistycznej we wrześniu 1939 za propagandę antywojenną i sabotowanie wysiłku wojennego Republiki
- delegalizacja partii nazistowskich i faszystowskich po zakończeniu II wojny światowej na mocy umów międzynarodowych (np. paryskiej) i ustaw krajowych
- delegalizacja NSZZ „Solidarność” w grudniu 1981